# Saint-Jean-de-Maurienne
Saint-Jean-de-Maurienne (früher italienisch San Giovanni di Moriana) ist eine französische Gemeinde mit 7.524 Einwohnern (Stand 1. Januar 2022) im Département Savoie in der Region Auvergne-Rhône-Alpes. Die Kleinstadt ist Unterpräfektur des Arrondissement Saint-Jean-de-Maurienne, Hauptort (Chef-lieu) des gleichnamigen Kantons, zu dem insgesamt 16 Gemeinden zählen, und Sitz des Gemeindeverbandes Cœur de Maurienne Arvan.

## Geografie
Saint-Jean-de-Maurienne liegt am Zusammenfluss von Arc, dem Fluss, der das Maurienne-Tal gebildet hat, und seinem Nebenfluss Arvan.

## Geschichte
Saint-Jean-de-Maurienne ist der Hauptort der Maurienne, seitdem im 6. Jahrhundert die heilige Thekla aus Ägypten Reliquien Johannes des Täufers (französisch Saint Jean-Baptiste) mitbrachte. In dieser Zeit wurde die Stadt von Gontran, einem Enkel Chlodwigs I. zum Bischofssitz erhoben (siehe Bistum Saint-Jean-de-Maurienne). Im Jahre 753 kam hier Grifo, ein Sohn Karl Martells, in einer Schlacht ums Leben.
1857 wurde die Eisenbahnlinie nach Aix-les-Bains fertiggestellt, die eine allmähliche Industrialisierung der zuvor recht abgelegenen Gebirgsregion ermöglichte, 1860 kam der Ort mit dem Herzogtum Savoyen endgültig an Frankreich.
Im April 1917 wurde hier in einem Eisenbahnwaggon zwischen den britischen, französischen und italienischen Regierungschefs die Vereinbarung von Saint-Jean-de-Maurienne, betreffend die Aufteilung des Osmanischen Reiches nach einem Sieg im Ersten Weltkrieg geschlossen.

## Wirtschaft
Die Stadt lebt von einer Fabrik, in der Aluminium durch Elektrolyse von Aluminiumoxid hergestellt wird, sowie aufgrund der nahen Wintersportorte, der Alpengipfel und des Nationalparks Vanoise vom Tourismus.
Berühmt ist Saint-Jean auch durch seine Messerfabrik Opinel, die seit Ende des 19. Jahrhunderts ein in Frankreich äußerst populäres Klappmesser herstellt. Das Markenzeichen ist die Schwurhand des hl. Johannes (frz.: Saint Jean), genau wie das Wappen der Stadt. Ein multimediales Museum zeigt die Entwicklung der Fabrik und ihrer Menschen.

## Stadtverwaltung
Bürgermeister: Philippe Rollet (seit 2020).

## Städtepartnerschaften
- Bad Wildungen (Hessen)
- Dzolo (Togo)
- Tessalit (Mali)
- Giaveno (Italien)

## Söhne und Töchter der Stadt
- Antoine Brun-Rollet (1810–1858), Afrikaforscher und Handelsreisender
- Joseph Opinel  (1872–1930), Erfinder, Gründer der Messerfabrik Opinel
- Pierre Balmain (1914–1982), Modeschöpfer
- Lino Fayen (1925–1972), venezolanischer Unternehmer und Autorennfahrer
- Jean-Noël Augert (* 1949), Skirennläufer
- Vanessa Vidal (* 1974), Skirennläuferin
- Damien Saez (* 1977), Liedermacher
- Pierre-Emmanuel Dalcin (* 1977), Skirennläufer
- Jean-Pierre Vidal (* 1977), Skirennläufer
- Claire Dautherives (* 1982), Skirennläuferin
- Jean-Baptiste Grange (* 1984), Skirennläufer
- Corinne Anselmet (* 1986), Skirennläuferin
- Marion Pellissier (* 1988), Skirennläuferin
- Nicolas Martin (* 1989), Nordischer Kombinierer